# غيبي سور (مقاطعة ديواندرة)
غيبي سور (بالفارسية: غیبی سور) هي قرية تقع في قسم كولة الريفي (مقاطعة ديواندرة) في إيران. يقدر عدد سكانها بـ 334 نسمة بحسب إحصاء 2016.